# Seleção Andorrana de Basquetebol
A Seleção Andorrana de Basquetebol é a equipe que representa Andorra em competições internacionais da modalidade. 
Disputam a Eurobasket C, e os Jogos dos Pequenos Estados da Europa.